# Маунт Вернон (Њујорк)
Маунт Вернон (енгл. Mount Vernon) град је у америчкој савезној држави Њујорк. По попису становништва из 2010. у њему је живело 67.292 становника.

## Демографија
Према попису становништва из 2010. у граду је живело 67.292 становника, што је 1.089 (1,6%) становника мање него 2000. године.
|                   | 2010.           | 2000.           |
| Укупно            | 67 292 (100,0%) | 68 381 (100,0%) |
| Афроамериканци    | 42 667 (63,41%) | 40 743 (59,58%) |
| Белци             | 12 449 (18,50%) | 16 677 (24,39%) |
| Хиспаноамериканци | 9 592 (14,25%)  | 7 083 (10,36%)  |
| Остали            | 1 348 (2,003%)  | 2 430 (3,554%)  |
| Азијати           | 1 236 (1,837%)  | 1 448 (2,118%)  |